# Lake View (Texas)
Pour les articles homonymes, voir Lake View.
Lake View est une census-designated place située dans le comté de Val Verde, dans l’État du Texas, aux États-Unis. Sa population s’élevait à 199 habitants lors du recensement de 2010.